# Фиалкова, Ивона
Ивона Фиалкова (словац. Ivona Fialkova; род. 22 ноября 1994, Брезно, Банска-Бистрица) — словацкая биатлонистка, участница Олимпийских игр 2018 года в Пхёнчхане. Младшая сестра биатлонистки Паулины Фиалковой

## Карьера
Первыми международными соревнованиями для Ивоны Фиалковой стал чемпионат мира среди юниоров 2011 года, где она выступала в возрастной категории девушек (до 19 лет), хотя ей было только 16 лет. Позднее, неоднократно участвовала в мировых юниорских соревнованиях, но особого успеха там не добилась. На чемпионате мира по летнему биатлону среди юниоров в 2013 году она выиграла две золотые медали: в спринте и преследовании.
На Кубке мира дебютировала в декабре 2013 года на этапе во французском Анси. В первой личной гонке заняла только 88-е место. С сезона 2016/2017 на постоянной основе закрепилась в женской биатлонной сборной Словакии. На чемпионате мира по летнему биатлону 2017 года, который проходил в Чайковском, в смешанной эстафете совместно с сестрой Паулиной Фиалковой, Томашем Гассилой и Матеем Казаром завоевала серебряные награды, уступив только именитой команде России.
Ивона — участница Олимпийских игр 2018 года в Пхёнчхане. Лучшее место — пятое, завоеванное в женской эстафете, где команда Словакии уступила победителям всего 38,4 секунды. Ивона бежала на последнем, четвёртом этапе. Словачки были близки к наградам, но их подвела лидер Анастасия Кузьмина, которая получила штрафной круг на втором этапе.
На постолимпийском этапе Кубка мира в Хольменколлене словачка впервые попала в топ-10. Это произошло 15 марта 2018 года, в спринте, где она заняла девятое место.
На чемпионате мира 2020 года достаточно неожиданно заняла 9-е место в спринте, а затем ещё более удачно выступила в преследовании, заняв шестое место, всего 35 сек уступив чемпионке.

## Выступления

### Участие в Олимпийских играх
| Год  | Место проведения | Инд | Спр | Пр | МС | Эст | См |
| 2018 | Пхёнчхан         | 64  | 74  | —  | —  | 5   | —  |
| 2022 | Пекин            | 46  | 41  | 36 | —  | 19  | 17 |

### Чемпионаты мира
| Соревнование    | Индивидуальная | Спринт | Преследование | Масс-старт | Эстафета | Смешанная эстафета | Сингл-микст |
| --------------- | -------------- | ------ | ------------- | ---------- | -------- | ------------------ | ----------- |
| 2016 Осло       | 78             | 43     | 53            | —          | 14       | —                  | н/д         |
| 2017 Хохфильцен | 66             | —      | —             | —          | 8        | —                  | н/д         |
| 2019 Эстерсунд  | 70             | 33     | 37            | —          | 6        | 12                 | —           |
| 2020 Антхольц   | 40             | 9      | 6             | 25         | 17       | —                  | —           |
| 2021 Поклюка    | 79             | 65     | —             | —          | 21       | 18                 | —           |